# Заповедь
За́поведь — религиозно-нравственное предписание. 
Заповеди, которые даны в религиозных книгах от лица Бога, составляют основу религии. Обычно это краткое назидание в виде изложения основных тезисов.

## Авраамические религии

### Христианство
Если же хочешь войти в жизнь вечную, соблюди заповеди.
Евангельские заповеди
- Заповеди Иисуса Христа
- Заповеди блаженства
- Заповеди любви

Повеления священников
- Священное Предание
- Церковные заповеди
- Символ веры

### Иудаизм

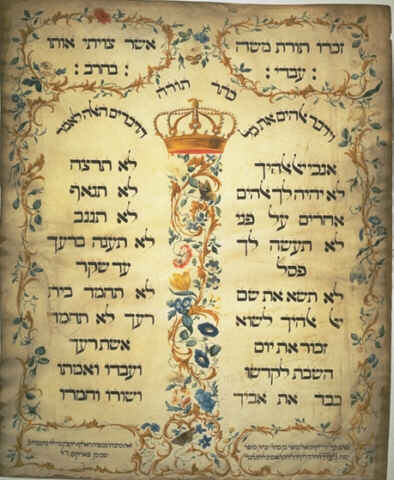
Пергамент с текстом Декалога из сефардской синагоги Эснога, 1768

В современном талмудическом иудаизме все заповеди входят в раздел галахи и подразделяются на Божии заповеди Торы (ми-де-орайта) и на заповеди раввинов Талмуда (ми-де-раббанан), дополнительно существуют культурные отличия (минхаг) различных общин. Остальные ветви иудаизма отвергают Талмуд раввинов, а признают лишь Тору (караимизм), либо имеют свой текст Торы (самаритяне), либо реформируют Тору под современные светские обычаи (реформистский иудаизм).
Заповеди Торы
- 613 заповедей (десять заповедей включительно)

Повеления раввинов
- Мишна
- 13 принципов иудаизма
- Семь заповедей потомков Ноя

### Ислам
В исламе существуют течения большинства (суннизм) и меньшинства (шиизм). Современное течение (коранизм) отвергает разнообразные (иногда взаимоисключающие) постановления имамов, а следует только Корану. Также существует исламский либерализм, приверженцы которого отделяют ритуальную составляющую веры (совершение намаза, ношение хиджаба и прочее) от морально-мистической, и не придают первой существенного значения.
Заповеди Корана
- Коран

Повеления имамов
- Сунна
- Шахада
- Пять столпов ислама
- Мазхаб

## Буддизм
- Четыре Благородные Истины
- Десять обетов бодхисаттвы